# گیسونا
گیسونا (به اسپانیایی: Guisona) یک منطقهٔ مسکونی در اسپانیا است که در سگرا واقع شده‌است. گیسونا ۱۸٫۱ کیلومتر مربع مساحت دارد ۴۸۵ متر بالاتر از سطح دریا واقع شده‌است.